# Cookshire-Eaton
Pronunciação
Cookshire-Eaton é uma cidade localizada na província de Quebec no Canadá.